# Анна Амалия фон Насау-Саарбрюкен
Анна Амалия фон Насау-Саарбрюкен (на немски: Anna Amalia von Nassau-Saarbrücken; * декември 1565; † 7 март 1605, Диленбург) е графиня от Насау-Вайлбург и Насау-Саарбрюкен и чрез женитба графиня на Насау-Диленбург.

## Произход
Тя е единствената дъщеря на Филип IV фон Насау-Вайлбург и Насау-Саарбрюкен (1542 – 1602) и първата му съпруга Ерика фон Мандершайд-Шлайден (* ок. 1545 † 25 декември 1581), дъщеря на Франц фон Мандершайд († 1549) и Анна фон Изенбург († 1581). Баща ѝ Филип IV се жени на 3 октомври 1583 г. втори път за Елизабет фон Насау-Диленбург (1564 – 1611), дъщеря на Йохан VI фон Насау-Диленбург.
Анна Амалия фон Насау умира на 7 март 1605 г. в Диленбург на 39 години и е погребана там.

## Фамилия
Анна Амалия фон Насау-Саарбрюкен се омъжва на 22 септември 1548 г. в Нойвайлнау за граф Георг фон Насау-Диленбург (* 1 септември 1562; † 9 август 1623), третият син на граф Йохан VI фон Насау (1536 – 1606) и първата му съпруга графиня Елизабет фон Лойхтенберг (1537 – 1579). Те имат 15 деца:
- Йохан Филип (*/† 29 октомври 1586)
- Йохан Георг (*/† 10 август 1587)
- син (*/† 1 юни 1588)
- Йохан Филип (* 28 януари 1590; † 9 октомври 1607, Париж)
- Георг (* 7 февруари 1591; † март 1616)
- Мария Анна Юлиана (* 8 април 1592; † 13 май 1645), омъжена на 7 ноември 1608 г. в Диленбург за граф Георг II фон Сайн-Витгенщайн-Берлебург (1565 – 1631)
- Луиза (* 4 юни 1593; † 30 октомври 1614)
- Лудвиг Хайнрих (* 9 май 1594; † 12 юли 1662), граф, от 1654 г. княз на Насау-Диленбург, три пъти женен
- Филип Волфганг (* 10 юни 1595; † 20 септември 1595)
- Албрехт (* 1 ноември 1596; † 16 – 26 юни 1626 в битката при Квакенбрюк, Вестфалия), 1623 – 1626 граф на Насау-Диленбург
- Амалия (* 25 август 1597; † 9 февруари 1598)
- Елизабет (* 6 април 1598; † 29 март 1599)
- Ерика (* 6 март 1601; † 10 октомври 1657)
- Анна Елизабет (* 9 май 1602; † 14 – 24 юни 1651)
- Мориц Лудвиг (* 2 май 1603; † 13 март 1604)

Георг фон Насау-Диленбург се жени втори път на 5 октомври 1605 г. за графиня Амалия фон Сайн-Витгенщайн (* 13 октомври 1585, † 28 март 1633).